# Christian Fuchs
Christian Fuchs (Neunkirchen, 7 de abril de 1986) é um ex-futebolista austríaco que atuava como lateral esquerdo. Atualmente está aposentado.

## Carreira por clubes

### Seu início de carreira
Aos 17 anos, assinou seu primeiro contrato profissional com SV Mattersburg, um time que apesar da população da cidade ser em torno de 6 mil pessoas, conseguia públicos de 17 mil em seu estádio. O clube ficou em terceiro na liga austríaca, conseguindo vaga numa competição europeia.
Priorizando a Eurocopa de 2008, transferiu-se ao Vfl Bochum. Segundo ele, tal permitia a atenção de clubes maiores. Em 2010, foi contratado por empréstimo pelo Mainz 05, time recém-promovido à 1.Bundesliga e que havia terminado entre os cinco primeiros.

### Schalke
No dia 6 de junho de 2011, assinou um contrato até 30 de junho de 2015 com o clube alemão.. O valor da transação não foi revelado. Fuchs vestiu a camisa nº 23, anteriormente usada por Danilo Fernando Avelar
Durante todo esse tempo no time de Gelsenkirchen, chegou a jogar a Champions League, porém sofreu de lesões no joelho.

### Leicester City
No dia 3 de junho de 2015, o clube inglês anunciou a contratação do austríaco que veio de graça após término do contrato com o clube anterior, assinando por três anos. Contratação confiada pelo técnico anterior, Nigel Pearson, só foi conquistar um espaço no time titular em outubro. Fuchs jogou contra o West Ham em jogo válido pela Copa da Liga, providenciando uma assistência para King nos acréscimos. Após a derrota em casa para o Arsenal por 5-2 no dia 26 de setembro, Ranieri escolheu por mudar seus laterais, escolhendo o austríaco e Danny Simpson no lugar de Jeffrey Schlupp e Ritchie de Laet, respectivamente. Estreou na liga na semana seguinte contra o Norwich.
Foi o primeiro austríaco a receber uma medalha de vencedor da Premier League desde Alex Manninger.
No dia 21 de outubro de 2016, estendeu seu contrato até junho de 2019. No dia seguinte, marcou seu primeiro gol pelos Foxes contra o Crystal Palace, ajudando na vitória por 3-1.
Em maio de 2019, escolheu estender seu contrato por mais um ano com o clube.
No dia 21 de maio de 2021, anunciou o término do vínculo com o clube após seis anos.

### Charlotte FC
Em 7 de junho de 2021, foi anunciado que Fuchs se juntaria ao time de expansão da Major League Soccer Charlotte FC, que entrou na liga em 2022. Em 27 de julho de 2021, precisou jogar no time do USL Championship Charlotte Independence pelo restante da temporada por causa de imbróglios com a liga. Retornou ao Charlotte FC no início da temporada da MLS.
Anunciou sua aposentadoria no dia 5 de janeiro de 2023.

## Seleção austríaca
Integrou a Seleção Austríaca de Futebol na Eurocopa de 2008 e 2016. Jogou 78 vezes pela seleção austríaca até se aposentar dela em 2016.

## Títulos
Schalke 04
- Supercopa da Alemanha: 2011

Leicester
- Premier League: 2015–16
- Copa da Inglaterra: 2020–21[15]